# Gran Premio di Svizzera 1937

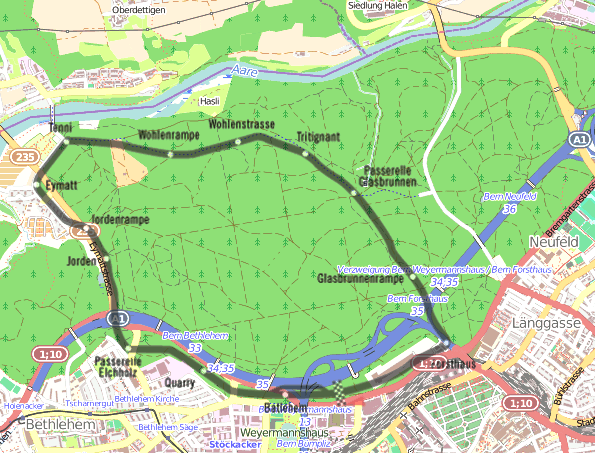
Posizione nell'area urbana.

Il Gran Premio di Svizzera 1937 è stata la quarta e penultima prova della stagione 1937 del Campionato europeo di automobilismo.
La gara si è corsa il 22 agosto 1937 sul Circuito di Bremgarten a Berna, ed è stata vinta dal tedesco Rudolf Caracciola su Mercedes-Benz, al suo ottavo successo in carriera; Caracciola ha preceduto all'arrivo i suoi compagni di squadra connazionali Hermann Lang e Manfred von Brauchitsch.

## Vigilia
Il Gran Premio di Berna si apre subito con l'apparizione del grande Tazio Nuvolari al volante di un'auto da corsa dell'Auto Union. Sotto contratto con la Scuderia Ferrari, squadra ufficiale dell'Alfa Romeo, il nuovo modello da Gran Premio Alfa Romeo 12C-37 è stato subito ritirato lì dopo il disastroso debutto alla Coppa Acerbo di Pescara. Dopo questa delusione, l'italiano ha approfittato dell'offerta per competere in questa gara per Auto Union, dove fino ad allora l'intera responsabilità era praticamente gravata esclusivamente sulle spalle del beniamino del pubblico Bernd Rosemeyer. Nuvolari, però, non ha avuto il tempo di abituarsi alla manovrabilità dell'auto da corsa a motore posteriore, che gli era sconosciuta, tanto da poter svolgere solo un ruolo minore in gara. Con i due esperti cavalli di battaglia del Grand Prix Luigi Fagioli e Hans Stuck in altre due Auto Union "Type C", la squadra era nominalmente più forte che mai. Tuttavia, Fagioli aveva sofferto di gravi reumatismi per tutta la stagione, motivo per cui ha dovuto saltare alcune gare e la squadra credeva che Stuck avesse già superato l'apice della sua carriera.
Il ruolo di favorito continuava quindi ad essere affidato al team Mercedes-Benz, dove era a disposizione la Mercedes-Benz W125, di gran lunga la più potente vettura da Gran Premio dell'epoca e i tre piloti abituali, Rudolf Caracciola, Manfred von Brauchitsch ed Hermann Lang che avevano già avuto successo in questa stagione. Von Brauchitsch di conseguenza era anche in testa alla classifica del Campionato Europeo con un certo margine su Caracciola, che aveva saltato la gara di apertura del Gran Premio del Belgio per competere nella Vanderbilt Cup di New York, mentre Lang era nelle gare non di campionato di Tripoli e sull'AVUS. Di conseguenza, c'era una forte concorrenza tra i tre piloti, in cui Lang, che era entrato da poco nella squadra regolare, è stato visto come un fattore dirompente dai due affermati compagni di squadra che hanno rivendicato il diritto ad avere la priorità nella selezione del materiale. A Berna anche Lang ha sofferto le conseguenze di un'infezione, quindi ha potuto fare solo pochi giri nelle prove libere, ma ha deciso comunque di prendere parte alla gara. Infine, una quarta vettura è stata immatricolata per il giovane pilota Christian Kautz.
Dopo il salto di Nuvolari, i piloti Nino Farina e Raymond Sommer, quest'ultimo rimasto in Alfa Romeo, che ancora una volta hanno dovuto accontentarsi della vecchia Alfa Romeo 12C-36, non hanno praticamente avuto scampo contro la travolgente falange delle Frecce d'Argento tedesche. Solo le file dei piloti privati avevano prospettive di successo ancora più basse, tra cui solo lo svizzero Hans Ruesch con la sua Alfa Romeo 8C-35 Tipo C e l'ex pilota di riserva dell'Auto-Union Paul Pietsch con la sua Maserati 6C-34, i quali avevano veicoli che potevano essere descritti come ragionevolmente moderni.

### Elenco iscritti
| Scuderia         | Costruttore   | Telaio                     | Motore                                    | Gomme | Nº             | Piloti                  |
| ---------------- | ------------- | -------------------------- | ----------------------------------------- | ----- | -------------- | ----------------------- |
| P. Pietsch       | Maserati      | Maserati 6C-34             | Maserati 3.7L I6 Compressore              |       | 2              | Paul Pietsch            |
| Auto Union AG    | Auto Union    | Auto Union C               | Auto Union 6.0L V16 Compressore           | C     | 4              | Luigi Fagioli           |
| Auto Union AG    | Auto Union    | Auto Union C               | Auto Union 6.0L V16 Compressore           | C     | 6              | Tazio Nuvolari          |
| Auto Union AG    | Auto Union    | Auto Union C               | Auto Union 6.0L V16 Compressore           | C     | 8              | Bernd Rosemeyer         |
| Auto Union AG    | Auto Union    | Auto Union C               | Auto Union 6.0L V16 Compressore           | C     | 10             | Hans Stuck              |
| Daimler-Benz AG  | Mercedes-Benz | Mercedes-Benz W125         | Mercedes-Benz M 125 F 5.7L I8 Compressore | C     | 12             | Manfred von Brauchitsch |
| Daimler-Benz AG  | Mercedes-Benz | Mercedes-Benz W125         | Mercedes-Benz M 125 F 5.7L I8 Compressore | C     | 14             | Rudolf Caracciola       |
| Daimler-Benz AG  | Mercedes-Benz | Mercedes-Benz W125         | Mercedes-Benz M 125 F 5.7L I8 Compressore | C     | 16             | Christian Kautz         |
| Daimler-Benz AG  | Mercedes-Benz | Mercedes-Benz W125         | Mercedes-Benz M 125 F 5.7L I8 Compressore | C     | 18             | Hermann Lang            |
| G. Minozzi       | Alfa Romeo    | Alfa Romeo 8C 2300 "Monza" | Alfa Romeo 2.3L I8 Compressore            | P     | 20             | Giovanni Minozzi        |
| Scuderia Ferrari | Alfa Romeo    | Alfa Romeo 12C-36          | Alfa Romeo 4.1L V12 Compressore           | E     | 22             | Raymond Sommer          |
| Scuderia Ferrari | Alfa Romeo    | Alfa Romeo 12C-36          | Alfa Romeo 4.1L V12 Compressore           | E     | 24             | Nino Farina             |
| Scuderia Subauda | Maserati      | Maserati 8CM               | Maserati 3.0L I8 Compressore              |       | 26             | Luigi Soffietti         |
| Scuderia Subauda | Maserati      | Maserati 8CM               | Maserati 3.0L I8 Compressore              | 28    | Edoardo Teagno |                         |
| M. Christen      | Maserati      | Maserati Tipo 26 B         | Maserati 2.0L I8                          |       | 30             | Max Christen            |
| H. Simonet       | Alfa Romeo    | Alfa Romeo Tipo B/P3       | Alfa Romeo 2.9L I8 Compressore            |       | 32             | Henri Simonet           |
| M. Walther       | Bugatti       | Bugatti T35B               | Bugatti 2.3L I8 Compressore               |       | 34             | Martin Walther          |
| Ecurie Genevoise | Maserati      | Maserati 8CM               | Maserati 3.0L I8 Compressore              |       | 36             | Adolfo Mandirola        |
| L. Hartmann      | Maserati      | Maserati 6CM               | Maserati 2.5L I4 Compressore              |       | 38             | László Hartmann         |
| H. Ruesch        | Alfa Romeo    | Alfa Romeo 8C-35           | Alfa Romeo 3.8L I8 Compressore            |       | 40             | Hans Ruesch             |

## Qualifiche

### Risultati
Nella sessione di qualifica si è avuta questa situazione:
| Pos | Nº | Pilota                  | Costruttore   | Tempo       | Griglia |
| --- | -- | ----------------------- | ------------- | ----------- | ------- |
| 1   | 14 | Rudolf Caracciola       | Mercedes-Benz | 2'32"0      | 1       |
| 2   | 8  | Bernd Rosemeyer         | Auto Union    | 2'32"5      | 2       |
| 3   | 10 | Hans Stuck              | Auto Union    | 2'34"3      | 3       |
| 4   | 12 | Manfred von Brauchitsch | Mercedes-Benz | 2'36"3      | 4       |
| 5   | 18 | Hermann Lang            | Mercedes-Benz | 2'37"3      | 5       |
| 6   | 24 | Nino Farina             | Alfa Romeo    | 2'42"8      | 6       |
| 7   | 6  | Tazio Nuvolari          | Auto Union    | 2'43"0      | 7       |
| 8   | 4  | Luigi Fagioli           | Auto Union    | 2'43"2      | 8       |
| 9   | 16 | Christian Kautz         | Mercedes-Benz | 2'44"3      | 9       |
| 10  | 22 | Raymond Sommer          | Alfa Romeo    | 2'44"4      | 10      |
| 11  | 40 | Hans Ruesch             | Alfa Romeo    | 2'53"0      | 11      |
| 12  | 2  | Paul Pietsch            | Maserati      | 3'08"4      | 12      |
| 13  | 38 | László Hartmann         | Maserati      | 3'12"5      | 13      |
| 14  | 20 | Giovanni Minozzi        | Alfa Romeo    | 3'37"1      | 14      |
| 15  | 36 | Adolfo Mandirola        | Maserati      | 4'05"6      | 17      |
| 16  | 30 | Max Christen            | Maserati      | senza tempo | 15      |
| 17  | 32 | Henri Simonet           | Alfa Romeo    | senza tempo | 16      |

## Gara

### Griglia di partenza
Posizionamento dei piloti alla partenza della gara.
| Prima fila   | 3 Pos.                   |                            | 2 Pos.                     |                                       | 1 Pos.                          |
| ------------ | ------------------------ | -------------------------- | -------------------------- | ------------------------------------- | ------------------------------- |
|              | Hans Stuck Auto Union    |                            | Bernd Rosemeyer Auto Union |                                       | Rudolf Caracciola Mercedes-Benz |
| Seconda fila |                          | 5 Pos.                     |                            | 4 Pos.                                |                                 |
|              |                          | Hermann Lang Mercedes-Benz |                            | Manfred von Brauchitsch Mercedes-Benz |                                 |
| Terza fila   | 8 Pos.                   |                            | 7 Pos.                     |                                       | 6 Pos.                          |
|              | Luigi Fagioli Auto Union |                            | Tazio Nuvolari Auto Union  |                                       | Nino Farina Alfa Romeo          |
| Quarta fila  |                          | 10 Pos.                    |                            | 9 Pos.                                |                                 |
|              |                          | Raymond Sommer Alfa Romeo  |                            | Christian Kautz Mercedes-Benz         |                                 |
| Quinta fila  | 13 Pos.                  |                            | 12 Pos.                    |                                       | 11 Pos.                         |
|              | László Hartmann Maserati |                            | Paul Pietsch Maserati      |                                       | Hans Ruesch Alfa Romeo          |
| Sesta fila   |                          | 15 Pos.                    |                            | 14 Pos.                               |                                 |
|              |                          | Max Christen Maserati      |                            | Giovanni Minozzi Alfa Romeo           |                                 |
| Settima fila |                          |                            | 17 Pos.                    |                                       | 16 Pos.                         |
|              |                          |                            | Adolfo Mandirola Maserati  |                                       | Henri Simonet Alfa Romeo        |

### Resoconto
Il giorno della gara, la pista è stata bagnata da un acquazzone quando Stuck si è catapultato dalla prima fila della griglia al primo giro e ne è uscito con la sua Auto Union davanti a Caracciola (Mercedes), Rosemeyer (Auto Union), Lang e von Brauchitsch (entrambi Mercedes). Rosemeyer è uscito di pista al secondo giro con il freno bloccato e ha potuto liberarsi dal terreno solo con l'aiuto di alcuni spettatori. Per evitare l'inevitabile squalifica, Rosemeyer è poi andato direttamente ai box e ha rinunciato alla gara.
Stuck subì presto una crescente pressione e fu superato da Caracciola, Lang e von Brauchitsch uno dopo l'altro in quarta posizione fino al 15º giro, mentre Rosemeyer aveva nel frattempo rilevato la vettura di Nuvolari, che, con l'inconsueto motore posteriore da corsa macchina, non ce la faceva affatto con la pista bagnata che le condizioni erano riuscite. Successivamente Fagioli non ha potuto proseguire a causa della sua malattia, così Nuvolari ha potuto riprendere la gara con la sua vettura, ottenendo finalmente un insoddisfacente settimo posto.
Nel frattempo Stuck aveva superato von Brauchitsch per il terzo posto durante i pit stop di metà gara perché, come Caracciola, aveva deciso di non cambiare le gomme dopo il rifornimento. Il pilota Mercedes però non si è arreso e dopo una lunga battaglia è stato finalmente in grado di ripristinare il vecchio ordine a otto giri dalla fine, mentre in testa Lang ha ricevuto istruzioni dai box per fermare il suo attacco al leader Caracciola. La gara si è conclusa con un altro triplo successo per Mercedes-Benz davanti ai due piloti dell'Auto Union Stuck e Rosemeyer, premiati con il quinto posto per aver raggiunto la vettura di Nuvolari.

### Risultati
Risultati finali della gara.
| Pos | Nº | Pilota                         | Costruttore   | Giri | Tempo/Ritiro       | Griglia | Punti |
| --- | -- | ------------------------------ | ------------- | ---- | ------------------ | ------- | ----- |
| 1   | 14 | Rudolf Caracciola              | Mercedes-Benz | 50   | 2h17'39"3          | 1       | 1     |
| 2   | 18 | Hermann Lang                   | Mercedes-Benz | 50   | +29"4              | 5       | 2     |
| 3   | 12 | Manfred von Brauchitsch        | Mercedes-Benz | 50   | +1'06"4            | 4       | 3     |
| 4   | 10 | Hans Stuck                     | Auto Union    | 50   | +1'07"5            | 3       | 4     |
| 5   | 6  | Tazio Nuvolari Bernd Rosemeyer | Auto Union    | 50   | +1'21"2            | 7       | 4 n/a |
| 6   | 16 | Christian Kautz                | Mercedes-Benz | 49   | +1 giro            | 9       | 4     |
| 7   | 4  | Luigi Fagioli Tazio Nuvolari   | Auto Union    | 49   | +1 giro            | 8       | 4 n/a |
| 8   | 22 | Raymond Sommer                 | Alfa Romeo    | 47   | +3 giri            | 10      | 4     |
| 9   | 38 | László Hartmann                | Maserati      | 42   | +8 giri            | 13      | 4     |
| 10  | 2  | Paul Pietsch                   | Maserati      | 41   | +9 giri            | 12      | 4     |
| Rit | 32 | Henri Simonet                  | Alfa Romeo    | 35   | Ritirato           | 16      | 5     |
| Rit | 36 | Adolfo Mandirola               | Maserati      | 28   | Meccanico          | 17      | 5     |
| Rit | 20 | Giovanni Minozzi               | Alfa Romeo    | 26   | Meccanico          | 14      | 5     |
| Rit | 24 | Nino Farina                    | Alfa Romeo    | 22   | Asse posteriore    | 6       | 6     |
| Rit | 40 | Hans Ruesch                    | Alfa Romeo    | 8    | Cilindro rotto     | 11      | 7     |
| Rit | 30 | Max Christen                   | Maserati      | 4    | Meccanico          | 15      | 7     |
| Rit | 8  | Bernd Rosemeyer                | Auto Union    | 1    | Assistenza esterna | 2       | 7     |
| NP  | 28 | Edoardo Teagno                 | Maserati      | 0    |                    | –       | 8     |
| NA  | 34 | Martin Walther                 | Bugatti       | –    | Non è arrivato     | –       | 8     |

## Classifica europea piloti
| Pos | Pilota                     | Punti |
| --- | -------------------------- | ----- |
| 1   | Manfred von Brauchitsch    | 10    |
| 2   | Rudolf Caracciola          | 12    |
| 3   | Christian Kautz            | 15    |
| 4   | Hans Stuck                 | 16    |
| 5   | Hermann Lang               | 17    |
| 6   | Raymond Sommer             | 19    |
| 7   | Rudolf Hasse               | 20    |
| 8   | László Hartmann            | 21    |
| 9   | Nino Farina                | 22    |
| 10  | Hans Ruesch                | 23    |
| 11  | Tazio Nuvolari             | 24    |
| 12  | Bernd Rosemeyer            | 25    |
| 13  | Luigi Soffietti            | 27    |
| =   | Paul Pietsch               | 27    |
| 14  | Vittorio Belmondo          | 28    |
| =   | Kenneth Evans              | 28    |
| =   | Ernő Festetics             | 28    |
| =   | Attilio Marinoni           | 28    |
| =   | Goffredo Zehender          | 28    |
| =   | Carlo Maria Pintacuda      | 28    |
| =   | Giovanni Minozzi           | 28    |
| =   | Luigi Fagioli              | 28    |
| 15  | Hermann Paul Müller        | 29    |
| =   | Henri Simonet              | 29    |
| =   | Adolfo Mandirola           | 29    |
| 16  | Richard Seaman             | 30    |
| =   | Franco Cortese             | 30    |
| =   | Ernst von Delius           | 30    |
| =   | Clemente Biondetti         | 30    |
| 17  | Carlo Felice Trossi        | 31    |
| =   | Francesco Severi           | 31    |
| =   | Renato Balestrero          | 31    |
| =   | Edoardo Teagno             | 31    |
| =   | Antonio Brivio             | 31    |
| =   | Max Christen               | 31    |
| 18  | Achille Varzi              | 32    |
| =   | Giovanni Battista Guidotti | 32    |